# Екатерина Захариева
Екатерина Спасова Гечева-Захариева е български политик и юрист, заместник министър на регионалното развитие и благоустройството в първото правителство на Бойко Борисов и главен секретар на президента Росен Плевнелиев в периода от 23 януари 2012 до 12 март 2013 г. От 13 март до 29 май 2013 г. е заместник министър-председател и министър на регионалното развитие и благоустройство в състава на служебното правителство на Марин Райков. С президентски указ на 29 май 2013 г. президентът Росен Плевнелиев назначава Екатерина Захариева за началник на Кабинета на Държавния глава. От 6 август до 7 ноември 2014 г. е заместник министър-председател и министър на регионалното развитие и министър на инвестиционното проектиране в състава на служебното правителство на Георги Близнашки.
На 18 декември 2015 г. е назначена от XLIII народно събрание за министър на правосъдието.
От 4 май 2017  до 12 май 2021 г. е заместник министър-председател по правосъдната реформа и министър на външните работи.

## Биография
Екатерина Спасова Гечева-Захариева е родена на 8 август 1975 г. в Пазарджик, България. Завършва Eзикова гимназия „Бертолт Брехт“ в Пазарджик с профил немски език.
Магистър по право на Пловдивския университет „Паисий Хилендарски“.
От 2001 до 2003 г. е адвокат. През 2003 г. е назначена за юрисконсулт, а от 2007 г. е директор на дирекция „Правно-нормативно и административно обслужване“ в министерството на околната среда и водите.
От август 2009 г. е заместник министър на регионалното развитие и благоустройството с ресори Законодателство; Устройство на територията и проекти; Държавна собственост; Жилищна политика; Концесии; ГРАО; Регионално развитие; Търговски дружества и държавни предприятия.
Има специализации по „Развитие на способностите за извършване на оценка на въздействие на законодателство и политики“ по проект „За добро обществено регулиране: институционализиране на процеса на оценка на въздействието в държавната администрация“, Консорциум „Джейкъбс енд Асошиейтс Юръп Лимитид“; по Европейско право; „Човешки права и околна среда“ във Венецианска комисия в Триест, Италия; по "Стратегическо планиране и координация за оценка на въздействието на законодателство и политики и участие на обществеността във взимане на управленски решения“ в Института по публична администрация в Дъблин, Ирландия, и в Националното училище по администрация в Париж, Франция.
На 23 януари 2012 г. с указ на президента на Република България е назначена за Главен секретар на Президента.
Владее английски и немски език.
Екатерина Захариева е омъжена от 2006 г. за архитекта Ангел Захариев.
От 4 май 2017 г. до 12 май 2021 г. е вицепремиер по правосъдната реформа и министър на външните работи в правителството на ГЕРБ и Обединените патриоти.